# Châtel-Saint-Denis
Châtel-Saint-Denis (frp. Tsath, hist. Kastels Sankt Dionys) – miasto i gmina (fr. commune; niem. Gemeinde) w Szwajcarii, w południowej części kantonu Fryburg, siedziba administracyjna okręgu Veveyse. 

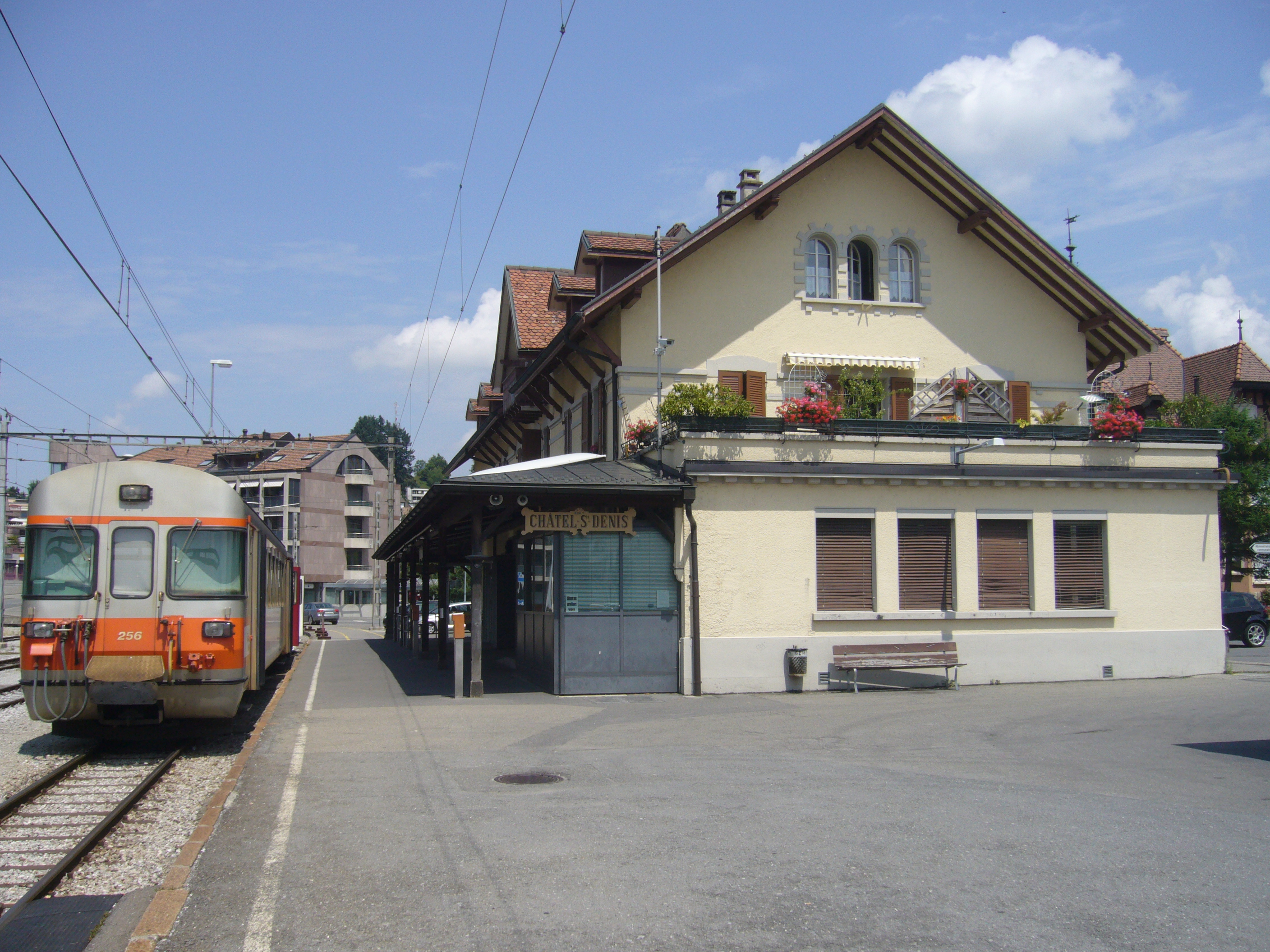
Stacja kolejowa Châtel-Saint-Denis

## Współpraca
Miejscowość partnerska:
- Baradero, Argentyna

## Transport
Przez teren gminy przebiegają autostrada A12 oraz droga główna nr 12.
Miasto stanowi stację węzłową i końcową linii kolejowej z miejscowości Bulle i Palézieux.